# Neanthophylax
Neanthophylax is een kevergeslacht uit de familie van de boktorren (Cerambycidae). De wetenschappelijke naam van het geslacht werd voor het eerst geldig gepubliceerd in 1972 door Linsley & Chemsak.

## Soorten
Neanthophylax omvat de volgende soorten:
- Neanthophylax mirificus (Bland, 1865)
- Neanthophylax pubicollis Linsley & Chemsak, 1972
- Neanthophylax subvittatus (Casey, 1891)
- Neanthophylax tenebrosus (LeConte, 1873)